# Stephen Eustáquio
Stephen Antunes Eustáquio (Leamington, Ontario, Canadá, 21 de diciembre de 1996) es un futbolista canadiense que juega en la posición de mediocampista en el F. C. Porto de la Primeira Liga de Portugal.

## Trayectoria
Al ser sus padres portugueses, Eustáquio se trasladó de Canadá a Portugal a sus 11 años. Comenzó su carrera en los equipos sub-15, sub-17 y sub-19 del Leiria, hasta que en 2014 pasó al GD Nazarenos a préstamo. A mediados de ese año partió al Torreense, primero al equipo sub-19 y después al primer equipo. En 2017 llegaría al Leixões y para 2018 se enfundaría en la camiseta del GD Chaves de la Primeira Liga, para la segunda vuelta de la temporada 2017-18.

### Chaves
Debutaría en la primera división portuguesa el 4 de febrero de 2018 en la visita de su equipo, el Chaves al Feirense. En dicho partido, Eustaquio disputaría los 90 minutos y su club se llevaría la victoria por 1-2. El 14 de abril, anota su primer gol en el empate 3-3 ante el Boavista al 80', después de haber ingresado de cambio al minuto 55'. Al final de la temporada, Eustaquio disputó 13 juegos y marcó una anotación. Su equipo se ubicaría en la sexta posición de la tabla.
Para la temporada 2018-19 disputaría solo la primera vuelta, pues justo a mitad de la campaña, el Cruz Azul de México se interesó en él. El 13 de enero de 2019 disputó su último juego con el Chaves, en la victoria de este, 2-1 sobre el Tondela.

### Cruz Azul
A principios de 2019, Cruz Azul lo buscó para llenar el lugar que dejó la repentina salida de Iván Marcone del club. Debutó con la Máquina en la victoria sobre Alebrijes en la jornada 3 de la Copa MX C19. Apenas tres días después de su debut en copa, hizo su debut en liga, en la fecha 4 del Clausura 2019 ante Xolos. En dicho partido ingresó de cambió al 56' y fue expulsado solo dos minutos después. Pero el VAR anuló su expulsión y le permitió seguir en la cancha. Fue al 78' cuando una lesión le sacó del juego; resultó ser una rotura de ligamentos que lo  dejó 8 meses fuera de las canchas.
Regresó a la actividad en septiembre, cuando el técnico que lo había llevado al club, Pedro Caixinha, acababa de ser cesado. A partir de entonces ya no tuvo actividad con el primer equipo, pues el nuevo técnico, Robert Siboldi, lo envió a jugar a la sub-20, plantel con el que solamente disputó siete partidos y marcó dos goles. Al terminar el torneo Apertura 2019 fue puesto en la lista de transferibles y el 12 de diciembre se confirmó su salida, cedido al F. C. Paços de Ferreira.

### Paços de Ferreira
Para 2020 regresó a la Primeira Liga de Portugal con el Paços de Ferreira. Jugó su primer partido en la jornada 16 ante el Portimonense S. C., partido que acabó sin anotaciones. Se logró hacer con la titularidad y disputó 16 partidos durante la temporada 2019-20, donde no marcó ni asistió.
Para la temporada 2020-21 se convirtió en titular indiscutible, disputando 32 partidos, 30 de ellos completos, hizo dos goles y una asistencia. Fue pieza importante para que el Paços terminara en quinto lugar general y se clasificara a los play-offs de la nueva Liga Conferencia de la UEFA. Además, a mediados de la temporada, terminó el préstamo; sin embargo, el Paços de Ferreira decidió hacer válida la opción de compra con valor de 2 millones y medio de euros. Así, se mantuvo con el club de los Castores y se desligó por completo del Cruz Azul de México.

## Selección nacional
Es internacional abosluto con la selección de Canadá desde noviembre de 2019. Disputó 45 partidos y convirtió cuatro goles.

### Participaciones en Copas América
| Torneo            | Sede           | Resultado     | Partidos | Goles |
| ----------------- | -------------- | ------------- | -------- | ----- |
| Copa América 2024 | Estados Unidos | Cuarto puesto | 5        | 0     |

## Estadísticas

### Clubes
Actualizado al último partido disputado el 7 de noviembre de 2024.
| Club                             | Div.          | Temporada     | Liga  | Liga  | Copas nacionales | Copas nacionales | Copas internacionales | Copas internacionales | Total | Total |
| Club                             | Div.          | Temporada     | Part. | Goles | Part.            | Goles            | Part.                 | Goles                 | Part. | Goles |
| -------------------------------- | ------------- | ------------- | ----- | ----- | ---------------- | ---------------- | --------------------- | --------------------- | ----- | ----- |
| S. C. U. Torreense Portugal      | 3.ª           | 2014-15       | 1     | 0     | 0                | 0                | —                     | —                     | 1     | 0     |
| S. C. U. Torreense Portugal      | 3.ª           | 2015-16       | 24    | 0     | 1                | 0                | —                     | —                     | 25    | 0     |
| S. C. U. Torreense Portugal      | 3.ª           | 2016-17       | 31    | 0     | 5                | 0                | —                     | —                     | 36    | 0     |
| S. C. U. Torreense Portugal      | Total club    | Total club    | 56    | 0     | 6                | 0                | 0                     | 0                     | 62    | 0     |
| Leixões S. C. Portugal           | 2.ª           | 2017-18       | 20    | 0     | 7                | 0                | —                     | —                     | 27    | 0     |
| Leixões S. C. Portugal           | Total club    | Total club    | 20    | 0     | 7                | 0                | 0                     | 0                     | 27    | 0     |
| G. D. Chaves Portugal            | 1.ª           | 2017-18       | 13    | 1     | —                | —                | —                     | —                     | 13    | 1     |
| G. D. Chaves Portugal            | 1.ª           | 2018-19       | 16    | 0     | 6                | 1                | —                     | —                     | 22    | 1     |
| G. D. Chaves Portugal            | Total club    | Total club    | 29    | 1     | 6                | 1                | 0                     | 0                     | 35    | 2     |
| C. F. Cruz Azul · México         | 1.ª           | 2018-19       | 1     | 0     | 1                | 0                | —                     | —                     | 2     | 0     |
| C. F. Cruz Azul · México         | Total club    | Total club    | 1     | 0     | 1                | 0                | 0                     | 0                     | 2     | 0     |
| F. C. Paços de Ferreira Portugal | 1.ª           | 2019-20       | 16    | 0     | 1                | 0                | —                     | —                     | 17    | 0     |
| F. C. Paços de Ferreira Portugal | 1.ª           | 2020-21       | 32    | 2     | 3                | 0                | —                     | —                     | 35    | 3     |
| F. C. Paços de Ferreira Portugal | 1.ª           | 2021-22       | 17    | 0     | 1                | 0                | 4                     | 1                     | 22    | 1     |
| F. C. Paços de Ferreira Portugal | Total club    | Total club    | 65    | 2     | 5                | 0                | 4                     | 1                     | 74    | 4     |
| F. C. Porto Portugal             | 1.ª           | 2021-22       | 8     | 0     | 1                | 0                | 2                     | 0                     | 11    | 0     |
| F. C. Porto Portugal             | 1.ª           | 2022-23       | 29    | 2     | 8                | 3                | 7                     | 2                     | 44    | 7     |
| F. C. Porto Portugal             | 1.ª           | 2023-24       | 28    | 2     | 4                | 0                | 8                     | 1                     | 40    | 3     |
| F. C. Porto Portugal             | 1.ª           | 2024-25       | 8     | 0     | 2                | 1                | 3                     | 1                     | 13    | 2     |
| F. C. Porto Portugal             | Total club    | Total club    | 73    | 4     | 15               | 4                | 20                    | 4                     | 108   | 12    |
| Total carrera                    | Total carrera | Total carrera | 244   | 7     | 40               | 5                | 24                    | 5                     | 308   | 17    |

## Palmarés

### Campeonatos nacionales
| Título                      | Club        | País     | Año  |
| --------------------------- | ----------- | -------- | ---- |
| Supercopa de México         | Cruz Azul   | México   | 2019 |
| Primeira Liga               | F. C. Porto | Portugal | 2022 |
| Copa de Portugal            | F. C. Porto | Portugal | 2022 |
| Supercopa de Portugal       | F. C. Porto | Portugal | 2022 |
| Copa de la Liga de Portugal | F. C. Porto | Portugal | 2023 |
| Copa de Portugal            | F. C. Porto | Portugal | 2023 |
| Copa de Portugal            | F. C. Porto | Portugal | 2024 |
| Supercopa de Portugal       | F. C. Porto | Portugal | 2024 |